# Taisnières-sur-Hon
Taisnières-sur-Hon – miejscowość i gmina we Francji, w regionie Hauts-de-France, w departamencie Nord.
Według danych na rok 1990 gminę zamieszkiwało 957 osób, a gęstość zaludnienia wynosiła 59 osób/km² (wśród 1549 gmin regionu Nord-Pas-de-Calais Taisnières-sur-Hon plasuje się na 572. miejscu pod względem liczby ludności, natomiast pod względem powierzchni na miejscu 108.).